# پیتون دلا پتی ریویر نوآر

پتون د لا پیتیت ریویر نوآ

پتون د لا پیتیت ریویر نوآ (به لاتین: Piton de la Petite Rivière Noire) یک کوه در موریس است که در ناحیه ریویر نوآیر واقع شده‌است. پتون د لا پیتیت ریویر نوآ ۸۲۸ متر بالاتر از سطح دریا واقع شده‌است.